# Adalberto Rodríguez Giavarini
Adalberto Rodríguez Giavarini (Provincia de Buenos Aires,18 de octubre de 1944) es un economista y exmilitar argentino. Graduado por el Colegio Militar de la Nación y por la Universidad de Buenos Aires, es también doctor honoris causa de la Universidad de Soka (Japón), vinculado a la Unión Cívica Radical y exministro de Relaciones Exteriores, Comercio Internacional y Culto de la República Argentina.

## Breve carrera militar
Egresó del Colegio Militar de la Nación a finales de 1964 siendo subteniente de Infantería y el mejor promedio de su promoción. Uno de sus amigos, el teniente general Ricardo Guillermo Brinzoni, egresó segundo en la misma promoción. Optó por seguir el paracaidismo una vez egresado, sin embargo, Rodríguez Giavarini comenzó a dudar sobre su futuro en la carrera de las armas. En 1968, con el grado de teniente, pidió la baja del servicio, después de haber estado en la Academia Militar de los Estados Unidos. Según él, carecía de aptitud militar.

## Trayectoria política
Graduado en Economía por la Universidad de Buenos Aires en 1971,  desempeñó una activa vida como funcionario hasta fines del siglo XX, la cual comenzó en 1971 en la Comisión Nacional de Energía Atómica, donde ocupó el cargo de economista jefe hasta 1974. Entre 1975 y 1983 se desempeñó como Gerente de Control de Gestión en la Sindicatura General de Empresas Públicas. En el año del triunfo de Raúl Alfonsín en las elecciones presidenciales de 1983, pasó a desempeñarse como subsecretario de presupuesto en la Secretaría de Hacienda del Ministerio de Economía hasta 1984. En los años siguientes continuó ocupando diversos cargos entre los que se destacan el de Subsecretario de Producción para la Defensa, Ministerio de Defensa (1984-1985) y el de Secretario de Planeamiento, Ministerio de Defensa (1986-1989). 
En 1995, fue elegido Diputado Nacional por la Unión Cívica Radical, banca en la que permanece por pocos meses, ya que el por entonces jefe de Gobierno Fernando De la Rua lo nombra Secretario de Hacienda de la Ciudad de Buenos Aires en agosto de 1996. Desde este cargo impulsaría una gestión marcada por el saneamiento financiero y la transparencia en el manejo de la cosa pública (logros que le valieron la obtención, en 1998, del Premio Konex en la categoría Administradores Públicos).
Entre 1998 y 1999 se desempeñó como representante del Gobierno de la Ciudad de Buenos Aires ante los organismos de crédito internacionales. 

### Ministro de Relaciones Exteriores (1999-2001)
En 1999, tras la victoria de Fernando De la Rúa en las elecciones presidenciales, Rodríguez Giavarini es nombrado canciller el 10 de diciembre de ese año. 
Con respecto a la cuestión Malvinas, se diferenció de la postura de su antecesor en el cargo, Guido Di Tella, quien había planteado una política de "seducción" hacia los isleños. Rodríguez Giavarini declaró que las islas eran "territorio de la Argentina" por lo que "desconocemos plenamente a ese gobierno" (refiriéndose al gobierno de la isla). En enero de 2000 mantuvo una reunión con el canciller británico, Robin Cook, quien declaró que "existen muchos acuerdos entre el Reino Unido y la Argentina y un solo desacuerdo significativo: las Malvinas".
En lo referente a la integración regional, Rodríguez Giavarini elogió al Mercosur que permitió multiplicar por cuatro las exportaciones de Argentina a sus socios y se mostró a favor de la conformación del Área de Libre Comercio de las Américas (ALCA). La relación con los Estados Unidos fueron calificadas como "sólidas y fuertes", siguiendo la política desarrollada por Di Tella. Desde el inicio de su gestión se propuso reconstruir la relación con Perú, muy dañada por la venta ilegal de armas a Ecuador y Croacia (acontecida durante el gobierno anterior).
En junio de 2000 Rodríguez Giavarini fue denunciado penalmente junto al entonces Ministro de Justicia, Ricardo Gil Lavedra, y el director de Asuntos Jurídicos de la Cancillería Mariano Maciel, por presuntas irregularidades en el trámite de detención y extradición de militares argentinos reclamados por el juez español Baltazar Garzón, por presunta comisión del delito de incumplimiento de los deberes de funcionario público, previsto y reprimido por el artículo 248 del Código Penal Argentino. También fue criticado y posteriormente denunciado por la autorización de ejercicios militares de las fuerzas armadas de Estados Unidos en territorio argentino. Ambas acusaciones fueron luego desestimadas por falta de fundamento.
Tras la renuncia de Fernando De la Rúa a la presidencia del país por los acontecimientos del 20 de diciembre de 2001, Rodríguez Giavarini se alejó definitivamente de la política.

## Actuación académica y profesional
También desarrolló una prolífica carrera en el ámbito académico. Entre sus labores se desempeñó como profesor de Macroeconomía en la Universidad de Buenos Aires, coordinador del Posgrado de Economía de la Universidad del Salvador y profesor de la Universidad de Belgrano. Profesor en varios seminarios y conferencias organizados por centros académicos y universidades de la Argentina y del extranjero, como la Universidad de Harvard, la Universidad de Columbia.
Ha escrito artículos y ensayos para diarios argentinos como La Nación, Clarín, La Prensa, El Cronista, La Voz del Interior.[cita requerida]
Sus opiniones también han sido publicadas por diarios extranjeros como The Wall Street Journal, Financial Times, The Economist, The New York Times, Boston Globe y El País.[cita requerida]
En 2004 el rey Juan Carlos I de España lo nombró presidente del Capítulo Argentino de la Fundación Carolina, cargo que ocupó hasta el año 2006. Posteriormente se desempeñó como director.
Es también, desde 2007 el presidente del Consejo Argentino para las Relaciones Internacionales (CARI).
También, y desde 2015, forma parte del Consejo Académico de la Escuela de Política, Gobierno y Relaciones Internacionales de la Universidad Austral (Argentina).
Actualmente,[¿cuándo?] ha vuelto a presidir su estudio profesional orientado a los temas de política internacional y economía nacional, regional e internacional.[cita requerida]
En abril de 2019 fue declarado Ciudadano ilustre de la Ciudad Autónoma de Buenos Aires por la Legislatura de la Ciudad Autónoma de Buenos Aires.

## Membresías
Es miembro de número de las siguientes Academias:
- Academia Nacional de Educación (sitial Bernardino Rivadavia)[18]
- Academia del Plata[19]
- Academia Nacional de Ciencias Morales y Políticas (sitial Adolfo Bioy Domecq)[20]

## Honores
A lo largo de su carrera, Rodríguez Giavarini recibió de diversos gobiernos las siguientes condecoraciones:
- España: Caballero gran cruz de la Orden de Isabel la Católica.
- Francia: Comendador de la Legión de Honor.
- Italia: Gran cruz de la Orden al Mérito de la República Italiana.
- Suecia: Gran cruz de la Orden de la Estrella Polar.
- Portugal: Gran cruz de la Orden del Infante Don Enrique
- Brasil: La Ordem Nacional do Cruzeiro do Sul en el grado de gran cruz.
- México: Orden del Águila Azteca en el grado de gran cruz.
- Ecuador: La Orden Nacional al Mérito en el grado de gran cruz.
- Perú: La Orden El Sol del Perú en el grado de gran cruz.
- Costa Rica: La Orden Nacional Juan Mora Fernández en el grado de gran cruz.
- República Dominicana: La Orden del Mérito de Duarte, Sánchez y Mella en el grado de gran cruz.
- Paraguay: La Orden Nacional al Mérito en el grado de gran cruz extraordinaria.
- Chile: La Orden al Mérito de Chile en el grado de gran cruz.
- República Oriental del Uruguay: Medalla de la República Oriental del Uruguay en el grado de gran oficial.
- Bolivia: La Orden del Cóndor de la República de Bolivia en el grado de gran cruz.